# Acerophagus luteolus
Acerophagus luteolus är en stekelart som beskrevs av Rosen 1969. Acerophagus luteolus ingår i släktet Acerophagus och familjen sköldlussteklar. Inga underarter finns listade i Catalogue of Life.